# Remik

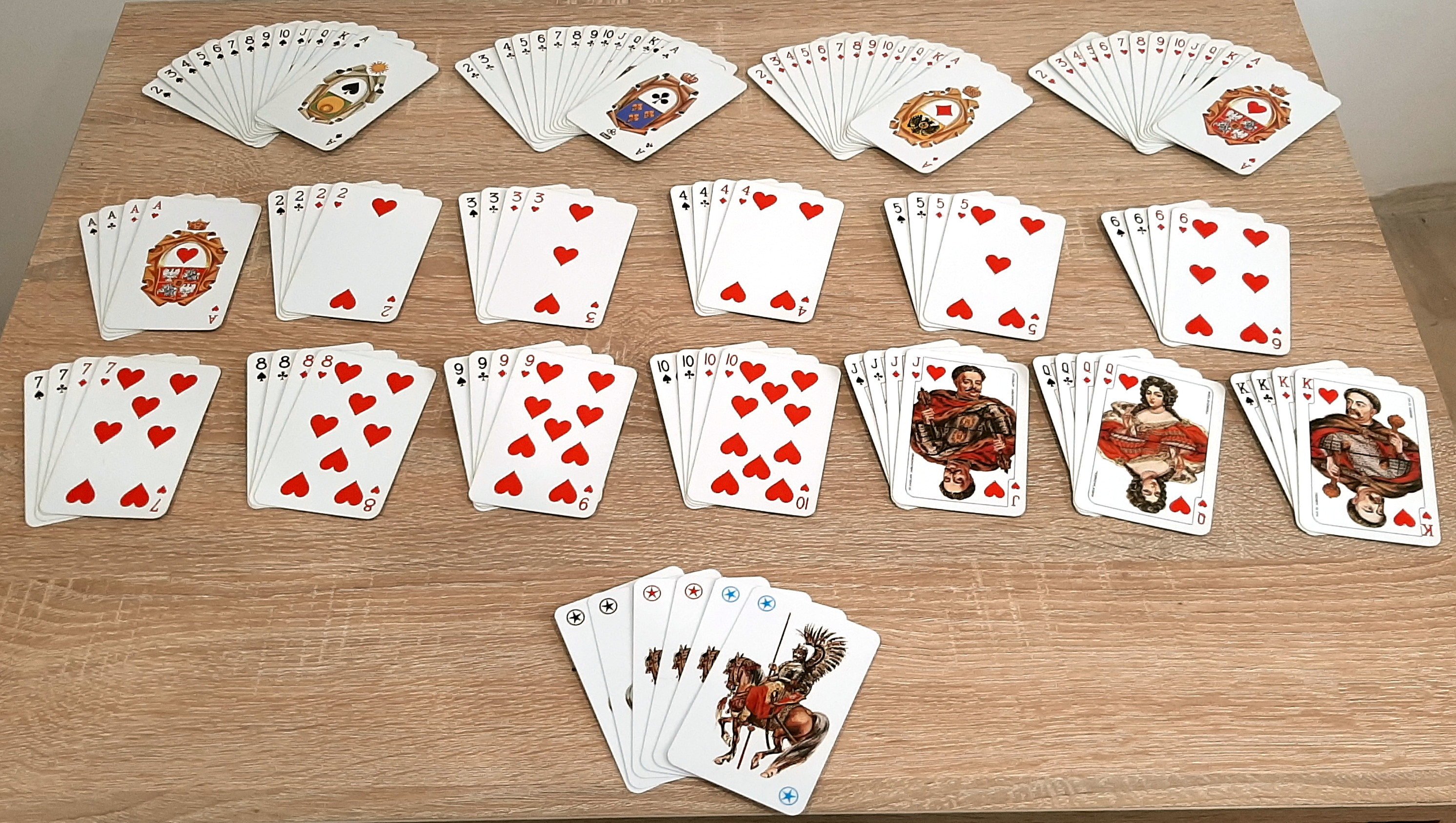
Pełna talia do gry z sześcioma jokerami, posegregowana na sekwensy i komplety.

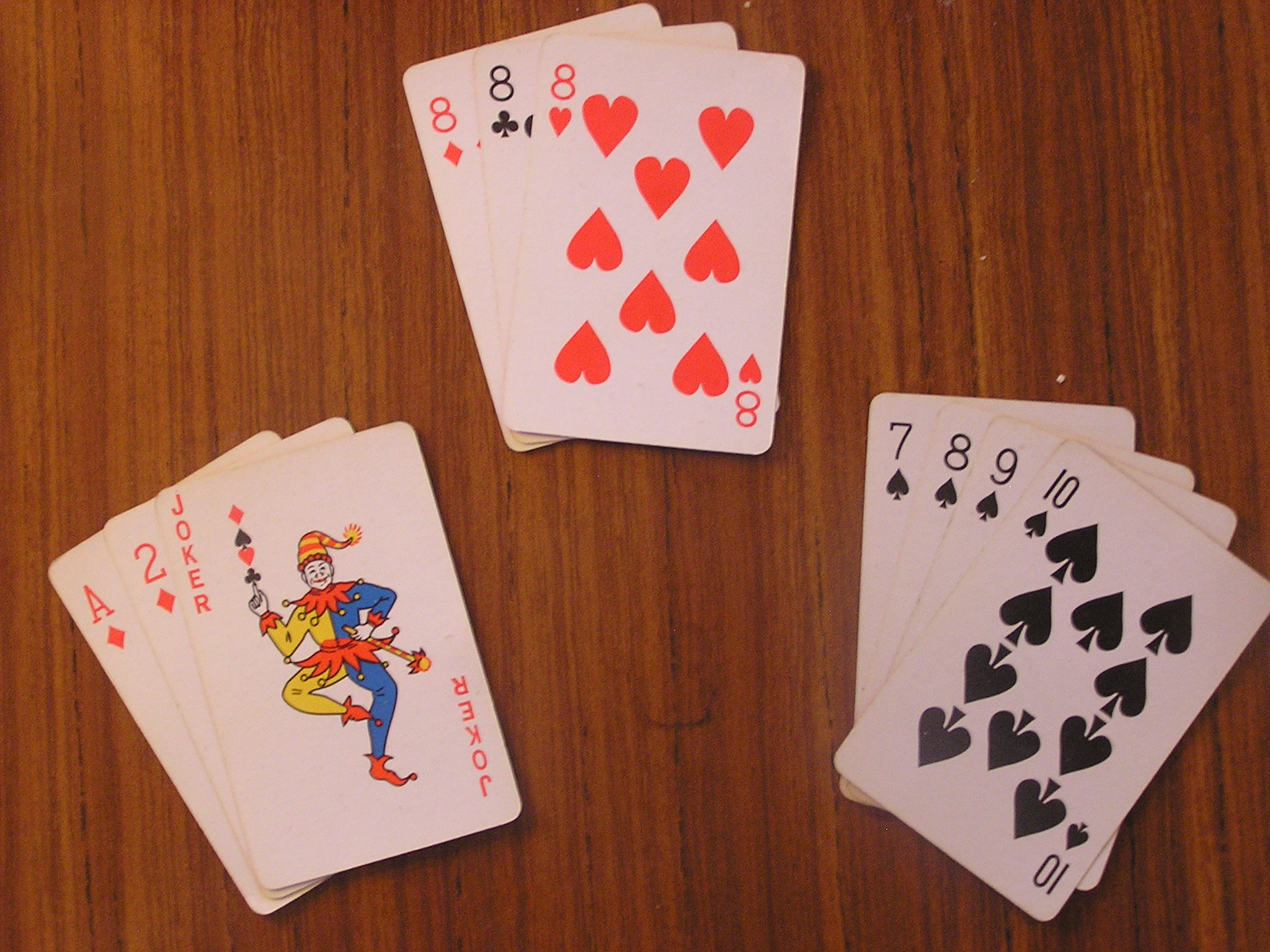
Przykład wykładki:: 6 pkt.: 24 pkt., czysty sekwens: 34 pkt.; w sumie 64 pkt.

Remik (remi, remibrydż, żolik) – gra karciana, w której może uczestniczyć praktycznie dowolna liczba uczestników. Stosownie do tej liczby należy (według uznania) rozgrywać grę odpowiednią liczbą talii: w przypadku 2 graczy do gry wystarczy 1 talia, dla 3-4 graczy dwie talie, a dla 5 graczy lub więcej – co najmniej trzy talie. Alternatywnie niektórzy gracze rozdają mniejszą liczbę kart, grając tą samą liczbą talii przy większej liczbie graczy. W zależności od wersji gry jokery są używane bądź nie.

## Zasady ogólne
Pierwszego gracza (gracza rozdającego) ustala się według własnych reguł bądź wybiera poprzez losowanie najstarszej karty. Najstarszą jest karta o najwyższej wartości, a w przypadku kart o identycznej wartości decyduje kolor według starszeństwa stosowanego w brydżu – najstarszy pik ♠️️ następnie kier ♥️️, karo ♦️ oraz najmłodszy trefl ♣️️. Kolejność graczy następuje zgodnie ze wskazówkami zegara.
Każdy z graczy otrzymuje określoną dla danej wersji gry liczbę kart. Opcjonalnie, przed rozdaniem kart, gracz po prawej stronie rozdającego przekłada talię – rozdziela talię na 2 części sprawdzając 1-3 (w zależności od wersji) spodnich kart wierzchniej części; jeśli widoczny jest tam Joker lub sekwens to ma prawo go wziąć (zostanie mu rozdanych wtedy mniej kart, aby wszyscy mieli jednakową ilość). Nierozdane karty układa się w stos koszulkami do góry i tworzą one stos zakryty. W zależności od wersji stos odkryty tworzy w pierwszym swoim ruchu gracz rozpoczynający lub pierwsza karta ze stosu zakrytego.
Starszeństwo kart zwykłych przebiega w tradycyjny sposób: as (A), król (K), dama (D), walet (W) oraz karty od dziesiątki do dwójki. As może pełnić funkcję albo najmłodszej albo najstarszej karty. Jokery są kartami dzikimi i mogą zastępować wszystkie inne karty, bez względu na ich wartość lub kolor.
Każdy gracz rozpoczyna swoją turę pobierając wierzchnią kartę talonu albo stosu. Następnie może wyłożyć część swoich kart na stół w postaci układów, które dzielą się na:
- sekwensy - co najmniej trzy kolejne karty tego samego koloru, np. 10♦️ W♦️ D♦️); asy mogą pełnić w nich funkcję najstarszej (A K D) albo najmłodszej karty (A 2 3);
- komplety - trzy lub cztery karty tej samej wartości (np. 8♠️️ 8♥️️ 8♣️️).

W jednym układzie może znajdować się tylko jeden egzemplarz danej karty, jednak nie dotyczy to jokerów.
Zazwyczaj pierwsze wyłożenie może mieć miejsce pod warunkiem, że łączna wartość kart w układach osiągnie określony próg (przeważnie 30 punktów). Za każdą kartę przysługuje określona ilość punktów:
- za asa - 11 (zasadniczo) albo 1 (tylko w sekwensach gdzie jest młodszy od dwójki);
- za króla, damę lub waleta - 10;
- za kartę numeryczną - wedle jej nazwy;
- za jokera - wedle wartości karty zastępowanej; przy zliczaniu punktów po zakończeniu rozdania - przeważnie 25 lub 50.

W trakcie swojej kolejki gracz może też uzupełniać swoimi kartami układy już wyłożone, wliczając w to układy przeciwników. Może także wymieniać jokery na karty przez nich zastępowane. Gracz kończy swoją turę wyrzucając na stos dowolną kartę. Gdy dojdzie do ukończenia jakiegoś układu, to znaczy uzupełnienia go o wszystkie karty w nim brakujące, należy go usunąć ze stołu.
W przypadku wyczerpania się talonu należy odłożyć wierzchnią kartę stosu i przetasować karty pozostałe.
Gracz, któremu po zakończeniu tury pozostanie jedna karta nietworząca układu, wyrzuca ją na stos i wygrywa rozdanie. Pozostali gracze wypłacają mu punkty za niewyłożone karty.

## Remik tradycyjny
W tej wersji każdy z graczy otrzymuje po 13 kart. W grze używane są Jokery, które mogą być stosowane zamiennie jako dowolne karty.
As (A) może być liczony jako karta najmłodsza albo najstarsza, co umożliwia użycie go zarówno do sekwensu typu A♠️️ 2♠️️ 3♠️️ i sekwensu typu D♠️️ K♠️️ A♠️️. Niedopuszczalne jest tworzenie sekwensów typu D♠️️ K♠️️ A♠️️ 2♠️️ 3♠️️, w których as pełni jednocześnie funkcję karty najstarszej i najmłodszej. Wartość asa zależy od jego pozycji: w sekwensie typu A♠️️ 2♠️️ 3♠️️ as ma 1 pkt, w innych zestawach (np. D♠️️ K♠️️ A♠️️ lub A♦️ A♠️️ A♥️️) – 11 pkt.
Gracz może wyłożyć na stół w jednym ruchu wszystkie karty (co oznacza koniec gry), lub tylko ich część. Jednak aby w ogóle mógł wyłożyć karty, musi mieć co najmniej jeden „czysty” sekwens (tzn. nie zawierający jokera) oraz co najmniej 51 punktów w wykładanych kartach. Po wyłożeniu otrzymuje on prawo do dokładania swoich kart do wszystkich leżących na stole sekwensów i grup oraz do wzięcia jokera ze stołu, kładąc w jego miejsce kartę, którą joker właśnie zastępował. Dokonanie podmiany za jokera wymaga wyłożenia go z nowym sekwensem lub grupą na stół w tej samej turze – podmienionego jokera nie można zatrzymać w ręce.
Nie można budować sekwensu opartego na dwóch jokerach obok siebie np. 10♥️️ Joker Joker K♥️️ (dwa jokery zastępczo, jeden zamiast waleta i jednocześnie drugi zamiast damy). W grupie trzech kart może być tylko jeden joker, w grupie czterech kart – maksymalnie dwa. Wartość jokera jest równa wartości karty, którą zastępuje.
Celem gry jest wyłożenie wszystkich kart oraz położenie ostatniej karty na stos odkryty. Gracz który tego dokona wygrywa grę lub rundę i otrzymuje odpowiednią liczbę punktów.

### Punktacja
Istnieją dwa rodzaje punktacji: punktacja dodatnia oraz ujemna. W zależności od ustaleń w grze może być stosowana jedna z nich lub obie.
Punktacja dodatnia: Gracz otrzymuje punkty za każdy wyłożony sekwens lub grupę lub dołożenie do sekwensu lub grupy przeciwnika. Liczba punktów to suma wartości wyłożonych kart.
Punktacja ujemna: Gracz otrzymuje ujemne punkty za posiadane w ręku karty w momencie gdy jeden z graczy wyłożył wszystkie karty. Liczba punktów to suma wartości kart w ręce.
As jest liczony jako 1 lub 11 pkt, figury – 10 pkt, blotki – według wartości. Jokery w zależności od ustaleń są warte 25 lub 50 punktów.
Jeśli gracz wyłożył się za pierwszym razem otrzymuje podwojoną liczbę punktów.
Gracz który przekroczy ustaloną liczbę punktów dodatnich lub ujemnych (np.: 100, 300, 500) wygrywa bądź przegrywa całą grę.

## Remik 500[1]
Remik 500 stanowi wersję remika tradycyjnego różniącą się tylko kilkoma szczegółami:
- Jokery nie są używane
- Gracz może pobrać ze stosu odkrytego więcej niż jedną kartę – w przypadku pobrania kilku kart ostatnią musi wykorzystać do stworzenia meldunku bądź wyłożenia nowego.
- As jest wart 15 punktów
- Nie ma obowiązku posiadania 51 punktów przy wykładaniu się.
- Nie ma obowiązku położenia ostatniej karty na stos odkryty.
- Gracze otrzymują dodatnie punkty za wyłożone meldunki i ujemne za posiadane karty w ręce.
- Gra toczy się do osiągnięcia 500 punktów.

## Remik Gin[2]
W tej wersji każdy z graczy otrzymuje po 10 kart. Jokery nie są używane.
Gracz podczas rozgrywki może wyłożyć się tylko raz – wyłożenie się gracza kończy rozgrywkę. Gracz może wyłożyć się nawet nie posiadając wszystkich kart należących do sekwensów lub grup – jeśli tylko suma jego niewykorzystanych kart jest równa bądź mniejsza niż 10.
As może być wykorzystywany tylko jako najmłodsza karta i jest warty zawsze 1 punkt. Blotki są warte zgodnie ze swoją wartością, natomiast wszystkie figury są warte po 10 pkt.
Po wyłożeniu się reszta graczy jest proszona o pogrupowanie swoich kart do sekwensów i grup. Jeśli gracz wyłożył się posiadając niewykorzystane karty – przeciwnicy mogą również dokładać swoje karty do jego układów.
Wyłożenie się, że wszystkimi kartami nazywane jest meldowaniem remika, natomiast wyłożenie się bez wszystkich kart nazywane jest stukaniem.

### Punktacja
Gracz który wyłożył się z wykorzystaniem wszystkich kart (zameldował remika) otrzymuje premię 25 pkt. + sumę wartości kart przeciwników które nie zostały przydzielone do żadnego układu (tzw. balast).
Gracz który wyłożył się bez wykorzystania wszystkich kart (zastukał) otrzymuje liczbę punktów będącą różnicą sumy wartości niewykorzystanych kart przeciwników oraz sumy wartości niewykorzystanych kart gracza. Jeśli suma wartości kart przeciwników jest mniejsza niż gracza – punkty otrzymują przeciwnicy wraz z premią 25 pkt.
Gracz który osiągnie 100 punktów wygrywa.

### Odmiana Full[3]
W odmianie tej wykładać się można wyłącznie z wykorzystaniem wszystkich kart (bez tzw. stukania), a gra toczy się do zdobycia 150 punktów.

## Popularne modyfikacje zasad
Modyfikacje zazwyczaj dotyczą remika tradycyjnego, są stosowane w grze wśród znajomych lub rodziny i mają za zadanie utrudnić lub urozmaicić grę.
Stos kart
- Gracz przekładający przed rozdaniem może zobaczyć tylko 1 kartę, ma więc szanse jedynie na wyciągnięcie Jokera.
- W przypadku gdy stos odkryty tworzy pierwsza karta ze stosu zakrytego, gracz następujący po rozdającym może pobrać tę kartę. Jeśli odmówi, mogą ją pobrać kolejni w kolejności gracze. Gracz który ją pobierze wyrzuca jedną ze swoich kart i kolejka przechodzi na kolejnego gracza. Jeśli nikt nie wyrazi chęci poboru tej karty – kolejka wraca do pierwszego gracza, który rozpocznie grę poprzez pobranie karty ze stosu zakrytego bądź odkrytego.
- Po wykorzystaniu stosu kart zakrytych stos kart odkrytych jest tylko odwracany, bez tasowania.
- Gracz może wziąć kartę ze stosu kart odkrytych tylko jeśli już wyłożył część swoich kart na stół.
- Gracz, który nie wyłożył się, ma możliwość wzięcia karty ze stosu kart odkrytych, jednak musi w tej turze zakończyć (wygrać) grę.
- Gracz, któremu została w ręce ostatnia karta, nie może pobierać ze stosu kart odkrytych. Utrudnia mu to zakończenie rozgrywki, a ułatwia grę graczowi po jego prawej stronie.

Wykładanie się
- Gracze nie mogą wyłożyć wszystkich kart i zarazem skończyć gry w pierwszej turze. Zasada ta umożliwia wszystkim graczom rozegranie przynajmniej jednej tury, w której mają szansę wyłożyć się i zmniejszyć wielkość potencjalnej przegranej.
- Do wyłożenia się potrzeba 50 pkt (lub 52) zamiast 51 pkt.
- Gracz ma możliwość wyłożenia się bez wymaganej liczby punktów, za to musi zakończyć grę w tej samej turze.
- Po wyłożeniu wszystkich swoich kart gracz nie musi zakończyć tury wyrzuceniem ostatniej karty. Ta zasada ułatwia zakańczanie gry przez wyłożenie swoich ostatnich kart. W przeciwnym razie pozostawienie 2 kart w ręce najczęściej opóźnia wygraną gracza o przynajmniej jedną turę, w przypadku gdy do zwycięstwa zasady wymagają pozbycia się wszystkich kart z ręki.
- Możliwe jest wyłożenie sekwensu typu K♦️ A♦️ 2♦️ (as jako karta najmłodsza i najstarsza zarazem). Zasada ta umożliwia również dokładanie króla (K) przed asem (A) w leżącym na stole sekwensie np. A♦️ 2♦️ 3♦️.
- W jednej grupie kart bądź sekwensie może być tylko 1 Joker.
- W przypadku wymiany Jokera na kartę w wyłożonej na stole grupie 3 kart (np. 8♠️️ 8♥️️ Joker) konieczne jest dołożenie obu brakujących kart w grupie, aby odzyskać Jokera; dodanie 1 brakującej karty traktowane jest jako jedynie dołożenie do grupy. Zasada ta zakłada, że nie wiadomo jaką dokładnie kartę zastępuje Joker.

Punktacja
- As w miejscu najstarszej karty przybiera wartość 10 pkt, tak jak inne figury. Podobnie as pozostawiony w ręce po zakończeniu gry.
- Zakłada się, że po zakończeniu gry suma punktów kart w ręce gracza niewyłożonego jest równa 100 pkt oraz dodatkowe 25 pkt (lub 50) za każdego Jokera.
- Jeśli gracz pobierze kartę (i będzie to Joker) w trakcie tury poprzedniego gracza, a poprzedni gracz zakończy grę, to ten Joker liczy się karnie do ujemnych punktów gracza.
- Dla ułatwienia prowadzenia tabeli punktacji podczas rozgrywania długich serii gier (np. do 1000 pkt) w każdej grze zaokrągla się punkty do pełnych dziesiątek.
- Wygrywający otrzymuje punkty ujemne za wygraną.

## Remik w kulturze masowej
- C.C. „Bud” Baxter (w tej roli Jack Lemmon) i Fran Kubelik (Shirley MacLaine) grają w remika w filmie Garsoniera z 1960 r.
- Wspomina się o remiku w powieści Stephena Kinga Bastion z 1987 r.
- Goldfinger gra w tę grę w filmie Goldfinger.
- Sierżant Bilko gra w tę grę z narzeczoną w ramach przeprosin za spóźnienie na ślub w filmie Sierżant Bilko.
- W serialu Głowa rodziny Stewie Griffin wygrywa w remika gin ze Scottym Jenningsem na początku odcinka Livin’ on a Prayer (seria 10, odcinek 12).